# Monterchi
Monterchi település Olaszországban, Toszkána régióban, Arezzo megyében. Lakosainak száma 1694 fő (2023. január 1.). Monterchi Arezzo, Citerna, Città di Castello, Monte Santa Maria Tiberina és Anghiari községekkel határos.

## Népesség
A település lakossága az elmúlt években az alábbi módon változott:
| Lakosok száma | 1742 | 1716 | 1694 |
|               | 2017 | 2018 | 2023 |